# Distrito de Sōraku
El distrito de Sōraku (相楽郡 Sōraku-gun?) es un distrito localizado en la prefectura de Kioto, Japón. En junio de 2019 tenía una población de 43.490 habitantes y una densidad de población de 244 personas por km². Su área total es de 178,24 km².

## Localidades
- Kasagi
- Minamiyamashiro
- Seika
- Wazuka